# Achille Sannia
Achille Sannia (Campobasso, 14 aprile 1822 – Napoli, 8 febbraio 1892) è stato un matematico e politico italiano.

## Biografia
Achille Sannia nacque a Campobasso, successivamente si trasferì dal Molise a Napoli per proseguire gli studi assieme al compagno Enrico D'Ovidio.

Insegnò dapprima in una scuola privata prima di passare all'Università di Napoli nel 1865 come docente di geometria. Creò nel 1871 una Scuola di elettrotecnica. Lasciò due trattati importanti, uno riguardante la geometria proiettiva e l'altro la geometria elementare. Fu socio dell'Accademia delle Scienze.
Fu senatore del Regno d'Italia nella XVII legislatura.
Ebbe un figlio, Gustavo Sannia, anch'egli matematico.

## Opere principali
- Planimetria, con Enrico D'Ovidio, Stab. tip. delle belle arti, Napoli 1869, II ed. 1871
- Elementi di geometria, con Enrico D'Ovidio (14 edizioni),  Napoli 1868-69, 12ª edizione, Libreria scientifica ed industriale di B. Pellerano L.C. Pellerano successore, Napoli 1906
- Lezioni di Geometria Proiettiva dettate nella Regia Università di Napoli dal prof. Achille Sannia- Ed. Pellerano Napoli 1891 di 691pagg.